# Megateg gigasep
Espèce
Megateg gigasep est une espèce d'araignées aranéomorphes de la famille des Zoropsidae.

## Distribution
Cette espèce est endémique du Queensland en Australie. Elle se rencontre vers Mossman.

## Description
La carapace de la femelle holotype mesure 4,45 mm de long sur 3,32 mm et l'abdomen 5,32 mm de long sur 3,64 mm.

## Publication originale
- Raven & Stumkat, 2005 : Revisions of Australian ground-hunting spiders: II. Zoropsidae (Lycosoidea: Araneae). Memoirs of the Queensland Museum, vol. 50, p. 347-423 (texte intégral).